# 庄稼汉 (1963年)

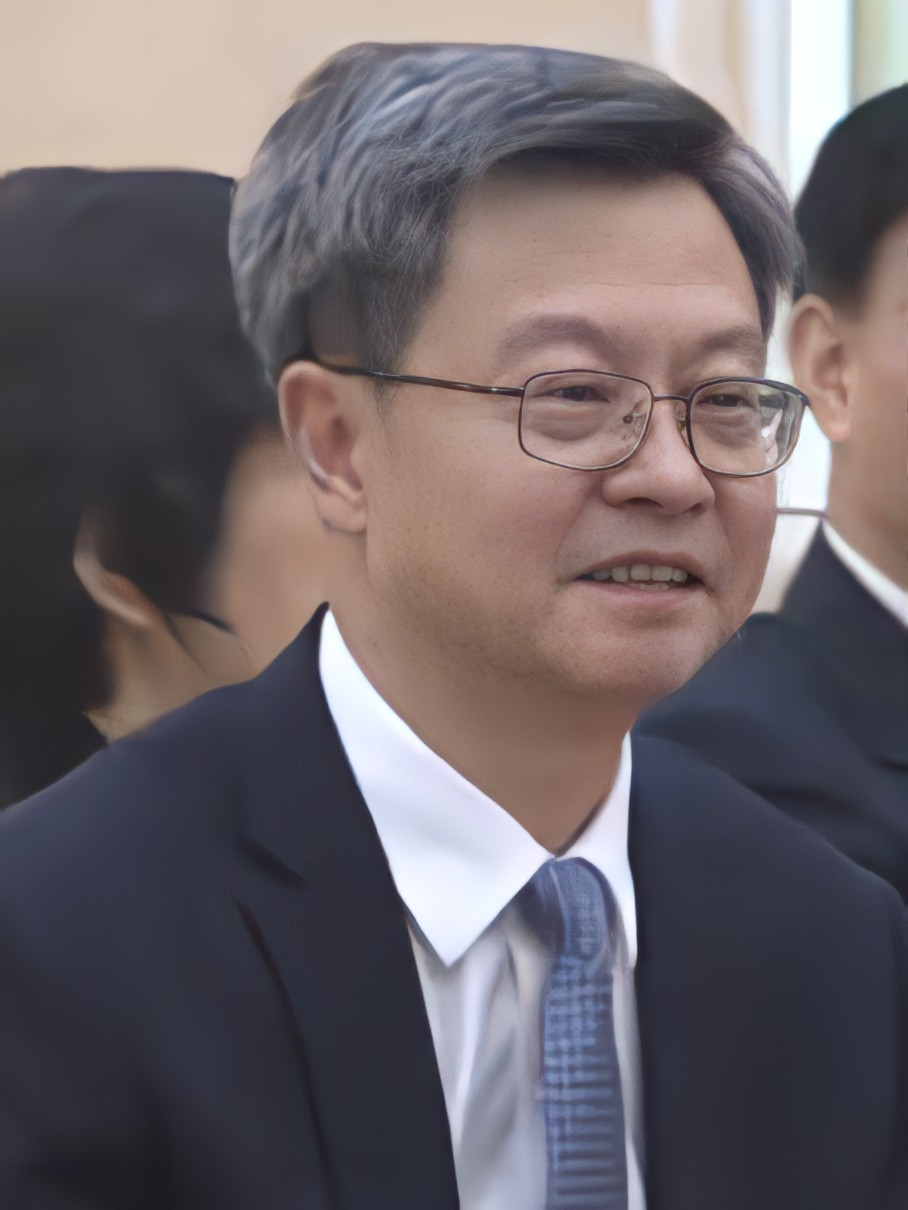
庄稼汉

庄稼汉（1963年10月—）。男，汉族，福建省惠安县山腰镇（现泉港区山腰街道）人，中华人民共和国政治人物，中共党员。复旦大学函授本科班企业经济管理专业毕业，在职大学学历。

## 生平
1983年8月参加工作。1989年9月，参加复旦大学函授本科班企业经济管理专业学习。1993年4月，任福建省计划委员会办公室副主任。1994年2月，在泉州市鲤城区挂职任副区长。1996年3月，任福建省计划委员会国土地区处副处长。1996年7月，任福建省计划委员会国土地区处处长。1997年2月，任福建省计划委员会农经处处长（其间：1996.10—1998.11 参加中国社会科学院经济专业硕士研究生课程班学习）。2000年9月，任福建省发展计划委员会农村经济发展处处长。2004年3月，任福建省发展和改革委员会农村经济发展处处长。2004年6月，任福建省发展和改革委员会副主任。
2005年6月，任福建省人民政府副秘书长。2009年10月，任中共福建省委副秘书长（正厅级）。2011年10月，任福建省物价局党组书记、局长。2013年4月，任福建省环境保护厅党组书记、厅长。2015年2月，任中共南平市委书记。2016年9月，任中共厦门市委副书记、提名市长。2017年1月，当选厦门市市长。2020年7月，任中共福建省委常委、统战部部长。
2021年11月，不再担任福建省委常委、统战部部长。12月，出任福建省人大常委会党组副书记。2022年1月，当选省人大常委会副主任。
2023年7月，庄稼汉当选福建省总工会主席。